# مانويل ديميتش
مانويل ديميتش (25 ديسمبر 1860 - 17 أبريل 1921) اشتراكي، وفيلسوف، وصحفي، وكاتب، وشاعر، وثوري اجتماعي مالطي. ولد ديميتش في فاليتا ونشأ في فقر مدقع وأمية، وقضى أجزاء كبيرة من نشأته في نظام السجون المالطية، معظمها بتهمة السرقة البسيطة. في سن السابعة عشرة، ألقي القبض على ديميتش بتهمة القتل غير العمد، وحكم عليه بالسجن سبعة عشر عامًا. بعد أن أُلقي به في السجن، بدأ ديميتش في تثقيف نفسه وأصبح رجلًا أديبًا.
عند إطلاق سراحه من السجن، أصبح ديميتش مدرسًا وناشرًا، وأصبح شخصية رئيسية في الحياة العامة في مالطا. تحدث ديميتش بحرية عن القضايا الاجتماعية التي تواجه سكان مالطا، ما أكسبه دعمًا كبيرًا واستحسانًا شعبيًا. لكن الأفكار التي تبناها ديميتش جعلته يدخل في صراع مع كل من الكنيسة الكاثوليكية والحكومة الاستعمارية في مالطا. بعد أن شعر حاكم مالطا بالإحباط بسبب الدعم المتزايد لديميتش بين الشعب المالطي، نفاه بشكل دائم إلى صقلية، إيطاليا. انتقل ديميتش لاحقًا إلى مصر التي كانت تحت السيطرة البريطانية، فقد كانت أقرب منطقة تسيطر عليها بريطانيا في ذلك الوقت. على الرغم من مناشدات كبار المسؤولين البريطانيين، لم يُسمح لديميتش بالعودة إلى مالطا، وتوفي في مصر عام 1921.

## تجربة السجن
بعد أسبوعين فقط من وفاة والده، ارتكب ديميتش البالغ من العمر 13 عامًا أول جريمة سرقة بسيطة مسجلة. لقد كان فتى شارع بلا تعليم أو توجيه أو إشراف. بالنسبة لجريمته الأولى، أرسل إلى السجن لمدة يومين. هذه التجربة لم تمنعه من التعمق أكثر في حياة الجريمة. بعد ذلك، أُرسِل تسع مرات أخرى إلى السجن، وأحيانًا لارتكابه جرائم بالغة الخطورة. كان ذلك في الغالب بسبب السرقة أو السطو، ولكن في عام 1878، عندما كان عمره 17 عامًا، ارتكب جريمة قتل غير متعمد، وسُجن لأكثر من اثني عشر عامًا. في عام 1890، أدين بتهمة تزوير النقود (مع أنه كان يتاجر بها فقط)، وسُجن لمدة سبع سنوات أخرى. أطلِق سراحه بالتأكيد من السجن عام 1897 عن عمر ناهز 36 عامًا. إجمالًا، أمضى نحو عشرين عامًا في السجن.

### تعليمه
أثناء وجوده في السجن، بدأ ديميتش تعلم القراءة والكتابة. كان ذلك في عام 1877، عندما كان عمره 17 عامًا. مع وجود كل الوقت بين يديه، سرعان ما أصبح قارئًا نهمًا، يستوعب جميع أنواع الأشياء: الأدب، والقواعد، والسياسة، والتاريخ، والفلسفة، والدين، والمزيد. اكتشف أن لديه ولعًا خاصًا باللغات، وفي السجن تعلم خصوصيات وعموميات المالطية، والإنجليزية، والفرنسية، والإيطالية إلى حد الإتقان. لاحقًا كسب رزقه من تدريس هذه اللغات. كان لديه دماغ جيد وعقل مثمر. لم يكن اهتمامه الشديد بالسياسة ملتزمًا بمشاحنات تافهة أو قضايا ضيقة الأفق، بل تعمق في الأسباب الهيكلية للفقر وعدم المساواة الاجتماعية. كل هذا خدمه جيدًا في المجال العام.

### إرهاب في السجن
في السجن كان لدى ديميتش نوع آخر من التنشئة. خلال الفترة الأخيرة التي قضاها في السجن بين عامي 1890 و1897، عُين ماركيز جورجيو باربارو مفوضًا للسجن. كان هذا الرجل مضطربًا عقليًا، وجعل حياة السجناء، الضعفاء والعزل، جحيمًا على الأرض. لقد عذب وقتل واضطهد السجناء بلا توقف. حلف يمينًا كاذبًا لإرسال سجينين على الأقل إلى المشنقة لارتكابهما جرائم لم يرتكبانها. رأى ديميتش كل هذا وعاشه بألم متزايد. لقد ساهمت هذه التجربة، بالإضافة إلى القراءة، في تشكيل شخصية جريئة، وقوية، وشجاعة.

## فلسفته
التزم ديميتش بفلسفة أطلق عليها اسم «العمل»، وهي نظرية قريبة جدًا، وإن لم تكن مرتبطة بشكل مباشر، بالبراغماتية المعاصرة للولايات المتحدة. وقد وصل إلى هذا المنصب من خلال معرفته بفلسفة جيريمي بنثام، وجون ستيوارت مل، وغيرهم من التجريبيين البريطانيين وفلاسفة مذهب النفعية. ادعى أن الأفعال يمكن اعتبارها صحيحة أو خاطئة، ويمكن قياس أحكام القيمة بطريقة صحيحة، وفقًا لما إذا كانت تؤدي أداءً جيدًا عند تطبيقها على الممارسة. قال إن الأفعال تنطلق من القوة التي تمتلكها المعرفة من نفسها. علاوة على ذلك، تهدف الأفعال إلى تحقيق السعادة للفرد أولًا، وفي الوقت نفسه لمجتمع الأفراد بأكمله.

## حياته كشخصية عامة
بمجرد خروجه من السجن في عام 1897، بدأ ديميتش مسيرته المهنية المتميزة التي جلبت له الشهرة، وإن لم يكن نجاحه فوريًا. منذ بداية عام 1898 أصدر مجلة أسبوعية باللغة المالطية عبرت عن لسان حاله لسنوات عديدة قادمة. أطلِق عليها إلبانديرا تال مالتين (علم المالطيين). من خلالها استكشف، وإن كان ذلك بلغة العصر ونثره، البنية الاجتماعية المالطية. علاوة على ذلك، اقترح ديميتش الطريق إلى المستقبل. لقد دافع عن تعليم الجماهير، وحدد بجرأة كيف يمكن لمالطا أن تصبح في يوم من الأيام جمهورية مستقلة مكتفية ذاتيًا اقتصاديًا.

### منشورات
أصدر ديميتش خلال حياته منشورات مختلفة. ربما تكون الطبعات الأربعمئة واثنان وستون من إلبانديرا تال مالتين هي الأولى. لكن البعض الآخر مثير للاهتمام أيضًا. من بين هذه الصحف يمكن العثور على صحف أخرى بلغات أجنبية (قصيرة المدة)، وروايتين، وكتب قواعد (بالإيطالية والإنجليزية والفرنسية والمالطية)، وكتيبات. لسوء الحظ، لم تنجُ كتب الشعر. كان الهدف الرئيسي لديميتش من هذه المنشورات هو تشكيل طبقة سياسية من بين الناس، وخاصة الشباب والشابات الذين لم يكن لديهم إمكانية الحصول على تعليم بطريقة أخرى. كان ديميتش مفتونًا باللغة المالطية، واعتبرها أداة فعالة للتحرر.

### خبرة أجنبية
سافر ديميتش إلى تونس عام 1890 لأسباب نفعية. لكنه في عام 1903 زار الجبل الأسود (لمدة ثلاثة أسابيع تقريبًا) لدراسة الوضع الاجتماعي والسياسي هناك عن قرب. عزز هذه التجربة من خلال السفر مرتين إلى شمال إيطاليا (خاصة جنوة وميلانو وتورينو)، حيث أمضى ما يقرب من أربع سنوات. هناك أصبح ديميتش على دراية خاصة بالحركات والنقابات العمالية. اهتم أيضًا بالعلاقة بين الدولة والكنيسة التي سادت إيطاليا خلال تلك الفترة الرائعة. لأسباب مفهومة عاد إلى مالطا متحمسًا ومستعدًا تمامًا لإحداث التغييرات الاجتماعية التي فكر فيها لسنوات عديدة.

### برنامج سياسي رئيسي
لا جدال في أن ديميتش أراد، وعمل من أجل، إصلاح النظام الاجتماعي. كان هدفه الرئيسي هو إصلاح التفاوتات الاجتماعية سواء حافظت عليها الحكومة الاستعمارية أو الكنيسة الكاثوليكية أو الطبقة المتميزة أو طبقة النبلاء أو أي شخص آخر. كانت استراتيجيته هي البدء بالتثقيف السياسي لمجموعة شعبية جديدة من الناس، ومن ثم التغلغل في الجماهير الأمية والمحرومة والمعوزة. كانت أهدافه النهائية هي جعل مالطا دولة صناعية يمكنها الاعتماد على نفسها اقتصاديًا، لتستحق في النهاية الحكم الذاتي.

### كمنظم شعبي
بالتأكيد عاد ديميتش إلى مالطا من إيطاليا عام 1911، وأسس ما أسماه عصبة المتنورين. كان هذا نوعًا من الاتحاد بالمعنى الحديث للكلمة، بمعنى أنه كان ناديًا اجتماعيًا، ومنظمة تناضل من أجل حقوق العمال، ومدرسة لتعليم الكبار، وحزبًا سياسيًا في آن واحد. من خلال هذه العصبة، أمل ديميتش أن يكون له رأي وتأثير تحويلي في المجالات السياسية، ومن ثم الاجتماعية، وربما الدينية أيضًا. توافد عليه الشباب المثاليون والأشخاص الذين يتوقون إلى التغيير، ليس فقط من الطبقة الدنيا ولكن أيضًا من الطبقات المتوسطة والعليا. لتبدأ «ثورة» ديميتش السياسية.